# Championnats de Tunisie d'athlétisme 1998
Navigation
1997 1999
Les championnats de Tunisie d'athlétisme 1998 sont une compétition tunisienne d'athlétisme se disputant en 1998.

## Palmarès
| Discipline            | Hommes          | Hommes  | Femmes        | Femmes |
| --------------------- | --------------- | ------- | ------------- | ------ |
| 100 m                 | Mansour Noubigh | 10 s 81 |               |        |
| 200 m                 | Mansour Noubigh | 21 s 27 |               |        |
| 400 m                 | Ahmed Torkhani  | 48 s 48 |               |        |
| 800 m                 |                 |         |               |        |
| 1 500 m               |                 |         |               |        |
| 3 000 m               |                 |         |               |        |
| 5 000 m               |                 |         |               |        |
| 10 000 m              |                 |         |               |        |
| 100 m haies           |                 |         |               |        |
| 110 m haies           |                 |         |               |        |
| 400 m haies           |                 |         |               |        |
| 3 000 m steeple       |                 |         |               |        |
| Relais 4 × 100 mètres |                 |         |               |        |
| Relais 4 × 400 mètres |                 |         |               |        |
| Saut en longueur      | Houcine Mbarek  | 7,23 m  |               |        |
| Triple saut           |                 |         |               |        |
| Saut en hauteur       |                 |         |               |        |
| Saut à la perche      |                 |         |               |        |
| Lancer du poids       |                 |         |               |        |
| Lancer du disque      |                 |         |               |        |
| Lancer du marteau     |                 |         |               |        |
| Lancer du javelot     |                 |         |               |        |
| Décathlon             |                 |         |               |        |
| Heptathlon            |                 |         | Hanen Dhouibi |        |
| Marathon              |                 |         |               |        |